# پنگوئن‌ها (فیلم)
پنگوئن‌ها یک فیلم مستند طبیعت آمریکایی محصول سال ۲۰۱۹ است که کارگردانی آن را الستر فوترگیل و جف ویلسون بر عهده داشته‌اند. روایت بلوغ، داستان یک پنگوئن آدلی به نام استیو را پیگیری می‌کند که در فصل بهار یخ‌زده قطب جنوب به دیگر پنگوئن‌های نر می‌پیوندد تا لانه‌ای مناسب بسازد، شریک زندگی پیدا کند و تشکیل خانواده دهد. صداپیشگی نسخه آمریکایی فیلم را اد هلمز انجام داده است.
تهیه کنندگی این فیلم را شرکت دیزنی‌نیچر بر عهده داشت و فیلم در روز ۱۷ آوریل ۲۰۱۹، پنج روز قبل از روز زمین اکران شد که چهار سال بعد فیلم دیگری از دیزنی‌نیچر، یعنی قلمرو میمون‌ها در ایالات متحده اکران گردید. این سیزدهمین مستند طبیعت است که تحت برند دیزنی‌نیچر منتشر می‌شود. این فیلم نقدهای مثبتی از منتقدان دریافت کرد که عبارت «فیلمبرداری زیبا» را برای آن برگزیدند.

## پیرنگ
در قطب جنوب، استیو که یک پنگوئن آدلی است در حال آماده شدن برای تشکیل خانواده است. او تمام روز تلاش می‌کند تا جفتی را تحت تأثیر قرار دهد، اما موفق نمی‌شود. هنگامی که او آماده کنار کشیدن از این موضوع است، با آدلین آشنا می‌شود که پنگوئن ماده‌ای است که هنوز جفتی برای او پیدا نشده است. این دو پنگوئن نر و ماده، شروع به عشق بازی با یکدیگر می‌کنند.
مدتی بعد آدلین صاحب دو تخم پنگوئن می‌شود. استیو به همراه دیگر پنگوئن‌های نر به دنبال شکار ماهی می‌رود، در حالی که آدلین در لانه سنگی خود روی تخم‌هایش چمباتمه زده است. مدتی بعد وقتی دیگر نرها به کلونی خود برمی‌گردند، استیو که متوجه نشده تنها پنگوئنی است که باقی مانده است همچنان به دنبال شکار ماهی است. او توسط یک نهنگ قاتل تعقیب می‌شود و خوشبختانه از چنگ او فرار می‌کند. وقتی او در مسیر بازگشت است، کولاک برف کولنی آنها، از جمله آدلین و تخم‌ها را در بر می‌گیرد، اما آنها به همراه استیو که هنوز در شرایط سرما قرار داشت، زنده می‌مانند و استیو و آدلین دوباره به هم می‌رسند. با گذشت زمان، تخم‌ها تبدیل به جوجه می‌شوند و استیو از مشاهد بچه‌های خود هیجان‌زده شده است. همگام با بزرگ شدن جوجه پنگوئن‌ها، اسکواها که در جستجوی غذا برای تغذیه جوجه‌هایشان هستند جوجه پنگوئن‌ها را تهدید می‌کنند. استیو به یاری آنها می‌آید و اسکواها عقب‌نشینی می‌کنند.
با گذشت چند ماه، جوجه پنگوئن‌ها رشد کرده و به پنگوئن‌های بالغ تبدیل می‌شوند و با پایان تابستان، پنگوئن‌ها برای گذران بقیه ایام سال به آب‌ها بازمی‌گردند. در طول سفر از میان توده یخ جدید، خانواده خیلی زود توسط یک فک پلنگی تحت تعقیب قرار می‌گیرد. یکی از جوجه پنگوئن‌ها با وانمود کردن به مردن، فک را فریب می‌دهد. فک دریایی محل را ترک کرده و خانواده به اقیانوس می‌رسند و هر کدام مسیر زندگی خود را در پیش می‌گیرند. جوجه پنگوئن‌ها زندگی جدیدی را در کنار دیگر پنگوئن‌ها شروع می‌کنند، آدلین تا سال بعد با استیو خداحافظی می‌کند و استیو در ساحل قطب جنوب قدم می‌زند و برای خودش جهت اولین سال پدر شدنش احساس شادمانی می‌کند.
یک سال بعد، استیو و آدلین قبل از اینکه آرام آرام به سمت لانه‌هایشان بروند تا خانواده جدیدی را تشکیل دهند دوباره در یک تپه سنگی با یکدیگر برخورد می‌کنند.

## انتشار
فیلم در روز ۱۷ آوریل ۲۰۱۹ در ایالات متحده اکران شد.

## استقبال
گیشه فروش
در ایالات متحده و کانادا، فیلم پنگوئن‌ها همراه با فیلم خط‌شکنی در سینماها اکران شد و پیش‌بینی شده بود در پنج روز آخر هفته افتتاحیه در ۱۸۰۰ سینما به فروشی بالغ بر ۵ تا ۷ میلیون دلار دست یابد. فیلم در روز اول اکران، ۵۰۳٬۰۰۰ دلار و در روز دوم، ۴۵۶٬۰۰۰ دلار فروش کرد.
واکنش منتقدان
در بازبینی جمعی پایگاه اینترنتی راتن تومیتوز، این فیلم بر اساس ۶۶ نقد صورت گرفته و میانگین امتیاز ۷٫۱ از ۱۰، نمره ۹۲ درصد را کسب کرد. وبگاه متاکریتیک که از میانگین وزن‌دهی استفاده می‌کند بر اساس نظر ۱۸ منتقد، نمره نمره ۶۹ از ۱۰۰ را برای فیلم در نظر گرفت که نشان‌دهنده نظرات «به‌طور کلی مساعد» است.
تمجید
| سال  | جایزه                           | بخش                          | نامزد       | نتیجه    | منبع   |
| ---- | ------------------------------- | ---------------------------- | ----------- | -------- | ------ |
| ۲۰۱۹ | جوایز فیلم مستند منتخب متنتقدان | بهترین فیلم مستند علمی/طبیعت | پنگوئن‌ها    | نامزدشده | [ ۱۰ ] |
| ۲۰۲۰ | جوایز پاندا وایلداسکرین         | بهترین تدوین                 | Andy Netley | برنده    | [ ۱۱ ] |